# Maurizio Ganz
Maurizio Ganz (Tolmezzo, Udine, Italia; 13 de octubre de 1968) es un exfutbolista y entrenador italiano. Mide 178 cm y pesa (de media en activo) 78 kg. Actualmente dirige al A.C. Milan Femenino de la Serie A de Italia.

## Carrera
Jugó en Sampdoria desde el 14 de septiembre de 1986, a los 18 años de edad.
No obstante la primera aparición en Serie A, es en la Monza jugó en 1988-89, pasando por el Parma y Brescia, obteniendo el título de la Serie B en 1991-92.
Se trasfiere al Bérgamo en 1992 y con la ¨maglia nerazzurra¨ 'Atalanta.
No obstante el campeonato de Serie B del 1994-95 y el Inter de Milán, continuará metiéndose en una buena temporada, haciendo el 13 un gol en 11 segundos. Al final de la temporada 1997-1998 la sociedad azzurra se trae a los bombarderos Marco Branca como punta y con el fenómeno Ronaldo y el chileno Iván Zamorano. Massimo Moratti lo ceden al Milan en diciembre de 1997.
Ganz, con el Milan ganó al Inter de Milán el derbi de cuartos de final de la Coppa Italia (el resultado fue de 5-0 a favor del Milan). Y ganó el scudetto 1998/1999 con Alberto Zaccheroni en el banquillo del Milan. Ganz consiguió 4 goles en 20 partidos del campeonato, y conquista el título con la Lazio. A mediados del 1999, fue opacado por Shevchenko, Oliver Bierhoff, George Weah, Leonardo y Zvonimir Boban, y pasó al Venezia Calcio.
No obstante el ambiente de la provincia busca un pronto rescate, impresionante en manera continua al Milan. Intentará  nuevamente la aventura bergamasca. En octubre de 2001 ficha con la Fiorentina, anotó 2 goles en 15 apariciones. Regresa con el número 11 a la Ancona volviendo a la  Serie A. Y retrocede a serie B en 2003-04 con una desastrosa temporada.
En el campeonato 2004-05 busca estar dentro del Modena, después de un tiempo, es transferido a Suiza, en el campeonato de Challenge League, en las filas del A.C. Lugano.
A los 38 años, en el campeonato 2006-2007 tiene un glorioso momento: militará en las filas del Pro Vercelli, que logró pasar al campeonato de C2 - girone A.

## Palmarés
- 1 Scudetto (1998/1999, Milan).
- Máximo goleador de la Copa UEFA 1996/1997 con 8 goles en 11 partidos (Inter).

## Clubes
| Club             | País   | Año       |
| ---------------- | ------ | --------- |
| Sampdoria        | Italia | 1986-1988 |
| Monza            | Italia | 1988-1989 |
| Parma            | Italia | 1989-1990 |
| Brescia          | Italia | 1990-1991 |
| Atalanta         | Italia | 1992-1994 |
| Inter            | Italia | 1995-1998 |
| Milan            | Italia | 1998-1999 |
| Venezia (cedido) | Italia | 1999      |
| Milan            | Italia | 2000      |
| Atalanta         | Italia | 2001      |
| Fiorentina       | Italia | 2001      |
| Ancona           | Italia | 2002-2004 |
| Modena           | Italia | 2004-2005 |
| AC Lugano        | Suiza  | 2005-2006 |
| Pro Vercelli     | Italia | 2006-2007 |

## Estadísticas
Las siguientes son estadísticas del jugador:
| Temporada | Club             | Juegos | Goles |
| --------- | ---------------- | ------ | ----- |
| 1985/86   | Sampdoria        | 0      | 0     |
| 1986/87   | Sampdoria        | 12     | 0     |
| 1987/88   | Sampdoria        | 1      | 0     |
| 1988/89   | Monza            | 33     | 9     |
| 1989/90   | Parma            | 32     | 5     |
| 1990/91   | Brescia          | 34     | 10    |
| 1991/92   | Brescia          | 36     | 19    |
| 1992/93   | Atalanta Bergamo | 32     | 14    |
| 1993/94   | Atalanta Bergamo | 24     | 9     |
| 1994/95   | Atalanta Bergamo | 20     | 14    |
| 1995/96   | Internazionale   | 32     | 13    |
| 1996/97   | Internazionale   | 30     | 11    |
| 1997/98   | Internazionale   | 6      | 2     |
| 1997/98   | AC Milan         | 19     | 4     |
| 1998/99   | AC Milan         | 20     | 4     |
| 1999/00   | AC Milan         | 1      | 1     |
| 1999/00   | Venezia          | 19     | 8     |
| 2000/01   | Atalanta Bergamo | 24     | 5     |
| 2001/02   | Fiorentina       | 15     | 2     |
| 2002/03   | Ancona           | 29     | 11    |
| 2003/04   | Ancona           | 25     | 3     |
| 2004/05   | Modena           | 31     | 4     |
| 2005/06   | Lugano           | 23     | 8     |
| 2006/07   | Pro Vercelli     | 26     | 10    |